# Marco Polo (revue du CFL)
Pour les articles homonymes, voir Marco Polo (homonymie).
La revue Marco Polo fut, de 1954 à 1957, une revue de format 15,5 x 21 cm consacrée aux voyages, au tourisme et à la géographie sur le modèle nord-américain du National Geographic. Le Club français du livre en fut, sous couvert des Éditions du Cap, l'éditeur-propriétaire et il prêta son fichier clients.
Le tirage était mensuel, sur un beau papier. Les photos étaient abondantes, parfois en couleur et les signatures étaient souvent renommées, comme celles de Paul-Émile Victor ou de Pierre Mac Orlan. Il y eut près de trente numéros de 1954 au début 1957. La direction fut assurée par Pierre Escande, et la rédaction en chef par Jean Bouret.